# Идём на восток!
«Идём на Восток!» — десятый альбом группы «Ногу свело!», был записан и выпущен на рекорд-лейбле «Реал-Рекордс» в 2005 году. Название альбому дала песня, написанная для проекта Первого канала фильма «Турецкий гамбит», снятого по мотивам одноимённого романа Бориса Акунина.

## Список композиций
| №                   | Название                                             | Автор(ы)            | Длительность |
| ------------------- | ---------------------------------------------------- | ------------------- | ------------ |
| 1.                  | «Эй, мутант!»                                        |                     | 5:32         |
| 2.                  | «Идем на восток!»                                    |                     | 3:32         |
| 3.                  | «Я — не последний герой! (версия 2005) [супер-игра]» |                     | 5:37         |
| 4.                  | «Твоя звезда»                                        |                     | 4:21         |
| 5.                  | «Чёрная-рыжая»                                       |                     | 4:13         |
| 6.                  | «Вся раздета»                                        |                     | 4:16         |
| 7.                  | «Мясо в зубах»                                       |                     | 4:20         |
| 8.                  | «Апрель»                                             |                     | 4:25         |
| 9.                  | «Мадам»                                              |                     | 2:57         |
| 10.                 | «Клавесин»                                           |                     | 2:49         |
| 11.                 | «Шах!»                                               |                     | 0:33         |
| 12.                 | «Горная лирическая»                                  | Владимир Высоцкий   | 3:50         |
| 13.                 | «Рекламное место сдается!»                           |                     | 4:01         |
| 14.                 | «СССР»                                               |                     | 1:02         |
| 15.                 | «Идём на восток! (ремикс)» (DJ Karas & DJ Flexor)    |                     | 3:48         |
| Общая длительность: | Общая длительность:                                  | Общая длительность: | 55:16        |

## Видеоклипы
На три песни из альбома «Идём на восток!» сняты видеоклипы: «Идём на восток!», «Апрель», «Рекламное место сдаётся!».

## Участники записи
- Максим Покровский: слова, музыка, вокал, бас-гитара, мастеринг, продюсер
- Антон Якомульский: ударные
- Игорь Лапухин: гитара
- Виктор Медведев: клавишные инструменты, синтезатор, запись (1—2, 9—11, 13), сведение (1—2, 8—11, 13)
- Максим Лихачёв: тромбон
- Олег Грабак: труба (4, 6)
- Михаил Козодаев: ударные (7)
- Михаил Рухин: гитара (7)
- Андрей Пастернак: запись (3—8, 12, 14), сведение (3—7, 12, 14)

## Комментарии
1. «Идём на восток!» — песня до этого была включена в саундтрек кинофильма «Турецкий гамбит» в таком же варианте.
2. «Я — не последний герой! (версия 2005) [супер-игра]» — песня в первоначальном варианте включена в сингл «Я — не последний герой!» и в переработанном варианте включена в сборник лучших песен «Откровенные фотографии».
3. «Рекламное место сдаётся!» — песня в первоначальном варианте включена в сингл «Рекламное место сдаётся!».